# Wao
Wao ([waꜜʔo] en maranao; [ˈwaʔo] en hiligueino y cebuano) es un municipio filipino de la provincia de Lánao del Sur. Según el censo de 2000, tiene 35 517 habitantes que residen en 6505 viviendas.

## Barangayes
Wao se divide administrativamente a 26 barangayes.
| - Amoyong - Balatin - Banga - Buntongun - Bo-ot - Cebuano Group - Christian Village - Eastern Wao - Extension Población - Gata - Kabatangan - Kadingilan - Katutungan (Pob.) | - Kilikili East - Kilikili West - Malaigang - Manila Group - Milaya - Mimbuaya - Muslim Village - Pagalongan - Panang - Park Area (Pob.) - Pilintangan - Serran Village - Western Wao (Pob.) |